# Arianem Waedżo
Arianem Waedżo, Ariana Waedżah, Iranwedż, Eran Weż (awest.  Aryana Vaēǰah) – mityczna kraina pochodzenia Ariów.
W mitologii irańskiej pierwszy ze stworzonych przez Ahura Mazdę dobrych krajów. Położony na zachodzie, przepływała przez niego rzeka Wanuhi Daita, obok położona była góra Hara Berezaiti. Lata trwały siedem miesięcy, pięciomiesięczna zima była bardzo ostra. Władcą krainy został Jima (Dżemszyd). Za jego panowania nie było chorób ani śmierci. Ludzie rozmnażali się i zabrakło dla nich miejsca, brakowało już pastwisk i pól. Trzykrotnie Jima prosił Aramaiti, Matkę-Ziemię, o powiększanie się co też ona trzykrotnie zrobiła. Ostrzeżony przez Ahura Mazdę o nadchodzących w Arianem Waedżo ostrych zimach Jima wybudował wielki trzypiętrowy War aby uchronić przed zagładą ludzi, zwierzęta i rośliny (nasiona). Po zimie ludzie wyszli z Waru i ponownie nastał czas dobrobytu. Pewnego razu Jima zabił krowę a mięso przeznaczył do zjedzenia przy tym bluźniąc. Opuściła go królewska chwała, musiał opuścić królestwo. Następcą Jimy został Zahhaka (Aži Dahaka), który zaprowadził rządy tyrańskie, nieszczęśliwe, z panującą suszą.

## Interpretacje mitu  i lokalizacja
W Arianem Waedżo największym zagrożeniem były ostre zimy. Można więc ten mit odnieść do okresu przebywania przodków Irańczyków (Ariów) na terenach północnych. Nadejście panowania Zahhaka i suszy być może oznacza jakieś zmiany klimatyczne na obszarze pierwotnej siedziby Ariów.
Na zachód od Arianem Waedżo (Iranwedżu) miał leżeć kraj Sairima, według badaczy być może Sauromancja, kraina zachodnich Scytów.
Lokalizacja tej krainy jest sporna, współcześnie często proponuje się Sogdianę i Margianę lub tereny dzisiejszego Turkmenistanu i Uzbekistanu.
Być może powszechne przypisywanie pozytywnego znaczenia liczbie siedem można wiązać z siedmioma miesiącami lata korzystnymi dla wczesnych pasterzy z tej krainy.